# María Carolina Hoyos
María Carolina Hoyos Turbay (Bogotá, 1972) es una periodista, escritora, política, líder cívica, activista y filántropa colombiana.
Luego de trabajar en Andes Producciones, fue periodista y presentadora del noticiero Colombia al Día, directora del programa radial Frente a la radio de Todelar, directora de la revista News, columnista del periódico La Patria (propiedad de su familia), y reportera de conflicto armado de Telematinal. Posteriormente, a finales de los años 90 dirigió el noticiero Hoy Por Hoy, fundado por su madre Diana Turbay como revista política en 1985, y luego directora del Noticiero Nacional, ambos del Canal A.
Comenzó su carrera política como asesora del general Harold Bedoya Pizarro, cuando era comandante de las Fuerzas Militares de Colombia, y luego fue secretaria privada de los ministros de comunicaciones Saulo Arboleda y José Fernando Bautista, amigos de su familia, durante el gobierno de Ernesto Samper Pizano.
Fue nombrada en 2010 por el presidente Juan Manuel Santos como Viceministra de Telecomunicaciones de Colombia, hasta el 2016, liderando las inicitivas Aldea Digital y Vive Digital, así como comisionada de la entidad reguladora de la televisión colombiana durante el gobierno de Álvaro Uribe.  Entre sus actividades más importantes estuvo la ampliación de la cobertura de internet en colegios públicos y veredas de Colombia, y el fortalecimiento de la televisión pública en ese país.
También trabajó para la Corporación Matamoros siendo su directora en 2004, fundación dedicada a la protección y bienestar de militares y sus familias, víctimas físicas del conflicto armado colombiano. Actualmente es la presidenta desde 2016 de la Fundación Solidaridad por Colombia, organización benéfica fundada por su abuela materna Nydia Quintero, exprimera dama de Colombia entre 1978 y 1982, y líder cívica.

## Biografía
María Carolina Hoyos Turbay nació en Bogotá, en 1972, en el seno de una familia tradicional de la aristocracia bipartidista. En 1978, cuando tenía 4 años, su abuelo materno fue elegido presidente de Colombia, y su madre se trasladó a trabajar permanentemente para él como su secretaria privada.

### Secuestro de su madre
El 30 agosto de 1990, su madre, en compañía de sus compañeros y empleados periodistas Azucena Liévano, Hero Buss (ciudadano alemán que escribía artículos sobre Colombia para la BBC), Richard Becerra, Orlando Acevedo y Juan Vitta, fueron engañados por el Cartel de Medellín, con la promesa que entrevistaría al sacerdote católico y guerrillero español Manuel "El Cura" Pérez. Entusiasmada por la chiva periodística, Diana aceptó el engaño, quedando en poder de los narcotraficantes.
Luego de varios meses de cautiverio, y de la liberación gradual de sus compañeros, Diana murió en confusos hechos, mientras las fuerzas de seguridad colombianas intentaban un rescate, en inmediaciones de Copacabana, cerca de Medellín. Fue herida por error en su espalda, muriendo en un hospital de Medellín, en la tarde del 25 de enero de 1991. María Carolina estaba empezando la mayoría de edad.

## Familia

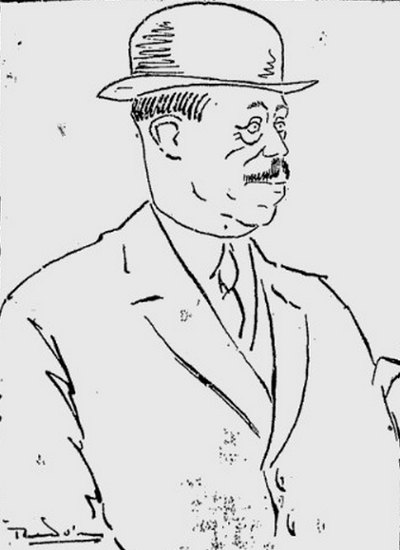
Caricatura de su bisabuelo, el exministro Aquilino Villegas Hoyos

María Carolina Hoyos es hija del empresario Luis Francisco Hoyos Villegas y de la abogada, periodista y activista pacifista Diana Turbay, quienes se divorciaron en 1975. En segundas nupcias, su madre se casó con el empresario y líder gremial colombiano Miguel Uribe Londoño, con quien tuvo al exsenador y excandidato a la presidencia de Colombia Miguel Uribe Turbay, su medio hermano nacido en 1986 y asesinado en 2025.
Su padre era hijo de la exgobernadora de Caldas, Pilar Villegas Jaramillo, y nieto del político conservador y escritor Aquilino Villegas Hoyos, uno de los artífices de la creación del departamento de Caldas, y exministro de obras públicas del expresidente Pedro Nel Ospina, siendo sucedido por Laureano Gómez, quien inauguró las obras que Villegas inició. A su vez, Aquilino era hijo del empresario y exalcalde de Manizales, José Ignacio Villegas Echeverri y hermanastro del exgobernador de Caldas, José Ignacio Villegas Jaramillo.
Por su parte su madre era hija del expresidente de Colombia, Julio César Turbay Ayala (quien gobernó de 1978 a 1982) y de su prima y esposa, Nydia Quintero Turbay, activista política y líder cívica, quien fundó en 1975 la Fundación Solidaridad por Colombia. Sus tíos por esa línea son Julio César, María Victoria y Claudia Turbay Quintero.